# 孝陵衛駅
孝陵衛駅（こうりょうえいえき）は、中華人民共和国の南京市玄武区寧杭公路の北側、紫金山の南麓にある、南京地下鉄2号線の駅である。

## 歴史
- 2010年5月28日2号線の駅として開業。

## 駅構造

### のりば
| 番線 | 路線            | 方面                               | 行先        |
| ---- | --------------- | ---------------------------------- | ----------- |
|      | 南京地下鉄2号線 | 新街口・青蓮街・天保街 方面        | 魚嘴 行き   |
|      | 南京地下鉄2号線 | 馬群・金馬路・羊山公園・経天路方面 | 仙林湖 行き |

## 隣の駅
南京地下鉄
■2号線
下馬坊駅 - 孝陵衛駅 - 鍾霊街駅